# Consulat général d'Arménie à Marseille
Le consulat général d'Arménie à Marseille est une représentation consulaire de la République d'Arménie en France.